# Barrington Watson
Basil Barrington Watson (9 de janeiro de 1931 – 26 de janeiro de 2016) foi um pintor jamaicano. Nascido em Lucea, Hanôver, se mudou para Londres para estudar sobre a arte europeia no Royal College of Art, onde ficou de 1958 a 1960. Também complementou seu aprendizado na Rijksacademie, em Amsterdã, na Academia de las Bellas Artes, em Madrid e na Académie de la Grande Chaumière, em Paris.

## Carreira
Watson voltou para a Jamaica em meados de 1961, se tornando o primeiro diretor de estudos na Jamaica School of Arts and Crafts, que agora integra o Edna Manley College of Visual and Performing Arts, local onde incluiu o programa de aprendizado em tempo integral. Ele ainda lecionou como professor visitante no Spelman College em Atlanta, nos Estados Unidos.
Em 1964, Barrington fundou a Associação Contemporânea de Artistas Jamaicanos, junto de seus amigos e pintores, Karl Parboosingh e Eugene Hyde. O feito contribuiu para que fosse considerado um dos principais artistas do período pós-independência da Jamaica, uma vez que potencializou a estética e as questões culturais do país e fomentou a profissionalização artística local.
Em 1970, Watson esteve a frente da coleção de arte Bank of Jamaica (BOJ), além de atuar em diferentes galerias, como a Galeria Barrington e o Centro de Arte Contemporânea. Sua residência, localizada em Orange Park, St. Thomas foi cenário para encontros de artistas e adoradores da arte. Ele viveu na casa até 1994, e atualmente ela é considerada um patrimônio nacional.
Ao longo de sua carreira o pintor esculpiu três esculturas e criou centenas de obras, entre elas os retratos de Martin Luther King, em 1970 e do chanceler da University of the West Indies, Shridath Ramphal, em 1992.
Watson experimentou diferentes temas e gêneros artísticos, porém a Jamaica e o seu povo foram as inspirações predominantes em suas obras, que se diversificam entre retratos, pinturas eróticas, paisagens e natureza morta. Ele também foi dramaturgo.[carece de fontes?]

## Principais obras
- Mãe e Filho (1958/59)
- Morant Bay Rebellion (1961)
- Conversação (1981)
- O Mundo de Samantha (1983)
- Shock Attack (1984)
- Batismo (1984)
- Idade do Saber (1986)
- Piano Concerto (1987)
- Fishermen (1989/90)
- Dance of the Maroons (1990)
- Mento Yard (1995)
- Vila de Pesca (1996/98)
- O Pan Africanista (2000/2002)[1]

## Prêmios
Barrington foi um artista premiado nacional e internacionalmente. Alemanha, Holanda e Espanha fazem parte dos países que o premiaram. Entre esses títulos estão o Prêmio Lifetime Achievement, como embaixador cultural na Flórida e o Prêmio de Ordem da Jamaica, concedido em 2006 pelo Governo do país. O Institute of Jamaica's Gold Musgrave Medal  também o homenageou em 2000, assim como a Galeria Nacional da Jamaica, que o honrou com uma retrospectiva de sua carreira em 2012.

## Filme
Em fevereiro de 2015, o pintor foi homenageado com o filme They Call Me Barrington, dirigido pelo jamaicano Lennie Little-White, com o intuito de contar a história de vida e profissional do artista. O filme faz parte de uma trilogia iniciada em 2013, com Rex Nettleford.